# John A. List

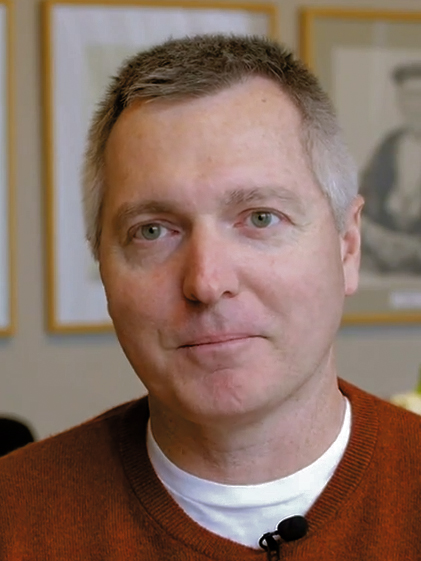
John List (2014)

John August List (nacido el 25 de septiembre de 1968) es un economista estadounidense de la Universidad de Chicago, donde trabaja como profesor de servicio distinguido Kenneth C. Griffin; desde 2012 hasta 2018, se desempeñó como presidente del Departamento de Economía. List destaca por sus contribuciones pioneras a los experimentos de campo en economía, con el economista ganador del premio Nobel George Akerlof y el destacado profesor de derecho Cass Sunstein, que ha dicho que "List ha hecho más que nadie para hacer avanzar los métodos y la práctica de los experimentos de campo". Como se detalla en su libro de divulgación científica, The Why Axis (en coautoría con Uri Gneezy), List utiliza experimentos de campo para ofrecer nuevos conocimientos en diversas áreas de la investigación económica, como educación, provisión privada de bienes públicos, discriminación, preferencias sociales, etc. teoría prospectiva, economía ambiental, efectos del mercado en las decisiones políticas corporativas y gubernamentales, género e inclusión, responsabilidad social corporativa y subastas.

## Carrera profesional
Asistió a Sun Prairie High School y se graduó en 1987. Luego se convirtió en un académico All-American in golf en la Universidad de Wisconsin-Stevens Point en 1990 y 1991, mientras se especializaba en Economía y se graduó en 1992. Recibió su Ph.D. de la Universidad de Wyoming en 1996 bajo la supervisión de Shelby Gerking . Comenzó su carrera en la Universidad de Florida Central como profesor asistente en 1996. Se convirtió en profesor asociado en 2000 en la Universidad de Arizona, donde trabajó con Vernon L. Smith en la promoción de sus métodos experimentales de campo. En 2001 se le otorgó una cátedra completa en la Universidad de Maryland, College Park. Ocupó ese cargo hasta 2004, cuando recibió su nombramiento como profesor titular en el Departamento de Economía de la Universidad de Chicago. En enero de 2011, List recibió su cátedra en el Departamento de Economía de la Universidad de Chicago por su trabajo en el área de experimentos de campo.
List también pasa tiempo en la Universidad de Tilburg, donde es un académico visitante distinguido. De mayo de 2002 a julio de 2003 actuó como economista principal del Consejo de Asesores Económicos del Presidente. En 2011, List fue elegido miembro de la Academia Estadounidense de Artes y Ciencias. En 2015 fue elegido Fellow de la Econometric Society y, según RePEc, fue el economista mejor clasificado a nivel mundial de los 40.000 economistas que se graduaron en los últimos 20 años. En marzo de 2021, RePEc lo ubica como el noveno economista más influyente del mundo.
Además de su carrera universitaria, List ha trabajado como economista jefe de la empresa de taxis Uber y, más tarde, de la empresa similar Lyft.
List se casó con la cirujano Dana L. Suskind en 2018 y vive con sus ocho hijos en Hyde Park, Chicago.

## Premios
En 2015, List fue preseleccionado como posible Premio Nobel por Reuters (junto a Charles Manski y Richard Blundell). List y Blundell se convirtieron posteriormente en favoritos para ganar en las salas de apuestas. List por su trabajo en experimentos de campo y Blundell por sus investigaciones en economía laboral. A los 46 años, List era la predicción más joven de Reuters en casi 20 años. En 2012, List fue seleccionado para recibir el premio Yrjo Jahnsson Lecture Series, otorgado por la Fundación Yrjö Jahnsson. El premio, otorgado cada 2 años por la Fundación Finlandesa, reconoció los logros de List para la sociedad por ser pionero en el uso de experimentos de campo. Diez de los diecinueve beneficiarios anteriores han ganado el Premio Nobel de Economía. En agosto de 2017, List recibió el premio Klein Prize International Economic Review por su trabajo en experimentos de campo. Seis de los veinte galardonados han ganado el Premio Nobel.
En noviembre de 2014 recibió un doctorado honoris causa por la Universidad de Tilburg. La Universidad de Tilburg lo llama "un verdadero pionero en la investigación de campo experimental", cuyo trabajo innovador "finalmente ha hecho posible probar la teoría económica del comportamiento en la práctica diaria". . . Ha elevado esta área de investigación a un nivel superior con su originalidad, experiencia e impacto, y es una inspiración para muchos". En 2016, la Universidad de Ottawa otorgó un doctorado honoris causa a List por su trabajo pionero en experimentos de campo. En 2011, List fue elegido miembro de la Academia Estadounidense de Artes y Ciencias. [4] En 2015 fue elegido Fellow de la Econometric Society.
En 2004, List recibió el premio al primer lugar en un artículo competitivo por su experimento de campo titulado "Cascadas informativas: evidencia de un experimento de campo con profesionales del mercado". El documento fue elegido como el mejor estudio de investigación en 2004 dentro de las finanzas por la FMA, que consideró cientos de estudios. List recibió el Premio Arrow Senior 2008 por su trabajo experimental de campo en el área de prueba de la teoría económica de BE Press. En julio de 2010, la AAEA concedió a List el más alto honor, el premio John Kenneth Galbraith. El premio se otorgó en reconocimiento a los "descubrimientos revolucionarios de List en economía y contribuciones sobresalientes a la humanidad a través del liderazgo, la investigación y el servicio". En particular, el trabajo pionero de List utilizando experimentos de campo en economía ".

## Campos de investigación
Su trabajo se enfoca en temas microeconómicos e incluye más de 200 publicaciones académicas. Entre estos artículos se encuentran experimentos de campo utilizando varios mercados diferentes para obtener datos, incluidas las actividades de recaudación de fondos de caridad, la Junta de Comercio de Chicago, los directores ejecutivos de Costa Rica, el mercado de automóviles nuevos, los mercados de recuerdos deportivos, los mercados de monedas, los mercados de reparación de automóviles, los mercados al aire libre ubicados desde Estados Unidos hasta Marruecos y la India, varios lugares en Internet, varios escenarios de subastas, centros comerciales, los mercados laborales y las escuelas primarias y secundarias.

### Economía del comportamiento
La investigación de List sobre economía del comportamiento se ha centrado en probar teorías como el intercambio de regalos, las preferencias sociales y la teoría de las perspectivas. Las pruebas tradicionales de estas teorías se basaban en la contratación de estudiantes universitarios para participar en experimentos por una pequeña cantidad de dinero. En cambio, List reclutó personas en mercados reales para participar en los experimentos, a veces sin que los sujetos lo supieran. Los experimentos de campo de List han encontrado que el intercambio de obsequios no es un motivador tan poderoso del esfuerzo laboral como encontró una investigación anterior, que las preferencias sociales no son tan pronunciadas como decía la investigación anterior, y que la divergencia entre la disposición a pagar y la voluntad aceptar, a menudo llamado efecto de dotación, predicho por la teoría prospectiva, desaparece con la experiencia del mercado.
El trabajo reciente de List en economía del comportamiento ha encontrado que el encuadre puede inducir una mayor productividad de los trabajadores, y ha sido adoptado por varias corporaciones en todo el mundo.

### Economía ambiental
List ha publicado una investigación sobre el impacto de la regulación medioambiental en la producción económica y en las especies en peligro de extinción. La investigación de List también se ha centrado en probar los mecanismos de valoración que no son de mercado en el campo que se utilizan con frecuencia en la valoración contingente y en probar diferentes incentivos para promover la adopción de tecnologías respetuosas con el medio ambiente.  Sobre esto enseñó en el Instituto de Investigación de la Universidad de Kiel en el verano de 2017, donde desarrolló ideas sobre la valoración no de mercado utilizando experimentos de campo.

### Donaciones caritativas
List también ha investigado las preferencias sociales y el valor de los bienes públicos en el mercado al probar los determinantes de las donaciones caritativas. List ha descubierto que algunas de las técnicas tradicionales en el mundo de la filantropía no se comprenden bien. Por ejemplo, cuanto mayor sea el capital inicial más personas se unirán. Además, las subvenciones de contrapartida aumentan las donaciones, pero no importa si la igualación es 1: 1 o 3: 1. List también ha descubierto que el dar se ve influenciado fácilmente por incentivos que descartan la importancia del altruismo para motivar a dar. Por ejemplo, List ha descubierto que la belleza y la presión social son motivadores importantes para dar.
Algunos de sus trabajos experimentales de campo sobre la recaudación de fondos benéficos se destacaron en The New York Times Magazine. En un artículo en Crain's Chicago Business de 2009, se hace referencia a List como una "estrella de rock" en el área de la filantropía.

### Formación
La investigación reciente de List se centra en aumentar los logros educativos. En 2008, trabajó con Chicago Heights, IL para diseñar incentivos en efectivo para estudiantes de noveno grado y sus padres para aumentar su rendimiento académico. En 2009 ganó una subvención de 10 millones de dólares de la Fundación Griffin para estudiar los retornos de la educación preescolar al fundar una escuela preescolar llamada The Griffin Early Childhood Center y para probar el impacto del pago por desempeño para los maestros en Chicago Heights. IL.
La reciente investigación sobre educación de List se discutió recientemente en Bloomberg.
List cofundó y codirigió el Centro de treinta millones de palabras para el aprendizaje temprano y la salud pública junto con Dana L. Suskind.

### Otras investigaciones
List ha estudiado la economía de la discriminación y ha descubierto que la discriminación en los mercados es una discriminación estadística, rara vez motivada por animosidad. También ha investigado las diferencias de género en la competencia y los salarios, y encontró que los hombres tienen más probabilidades de postularse para trabajos que ofrecen incentivos salariales que las mujeres. También ha investigado el papel del género en la competencia en sociedades matrilineales y patriarcales, encontrando que las mujeres en sociedades matrilineales optan por competir en niveles similares a los hombres en sociedades patriarcales.
List también ha utilizado experimentos para probar ideas en finanzas. Ha probado el modelo de opciones, las cascadas de información, y el rompecabezas de la prima de equidad con estudiantes de pregrado y comerciantes profesionales. Muchas de estas ideas fueron propuestas por List cuando enseñó en la Escuela de Finanzas de Finlandia en 2007 sobre experimentos de campo en Finanzas.

## Artículos sobre sus investigaciones
En los siguientes artículos se puede encontrar una colección de algunas de las piezas recientes escritas sobre los experimentos de campo de List.
- Leonhardt, David (9 de marzo de 2008). «What Makes People Give?». The New York Times Magazine. Consultado el 10 de diciembre de 2017.
- https://www.nytimes.com/2006/06/15/business/15scene.html o
- https://web.archive.org/web/20090620030335/http://economics.uchicago.edu/news_JohnList.shtml
- https://web.archive.org/web/20070501110704/http://www.msnbc.msn.com/id/17312118/site/newsweek/page/3/
- https://www.nber.org/reporter/2008number4/list.html
- http://philanthropy.com/blogs/philanthropytoday/u-of-chicago-scholar-explores-how-people-give/18041
- http://www.ft.com/cms/s/2/3138a3fc-b3a8-11de-ae8d-00144feab49a.html

## Publicaciones académicas
- List, John A., “Consentimiento informado en ciencias sociales”, Science, 21 de octubre de 2008, 322 (5886), pág. 672.
- List, John A., “Homo experimentalis evolves”, Science, 11 de julio de 2008, 321 (5886), págs. 207–208.
- Levitt, Steven D. y John A. List, “Homo economicus evolves”, Science, 15 de febrero de 2008, 319 (5865), págs. 909–910.
- Karlan, Dean y John A. List. “¿Importa el precio en las donaciones caritativas? Evidencia de un experimento de campo natural a gran escala ”, American Economic Review, (2007), 97 (5), págs. 1774-1793.
- Harrison, Glenn W., John A. List y Charles Towe, “Preferencias que ocurren naturalmente y experimentos de laboratorio exógenos: un estudio de caso de aversión al riesgo”, Econometrica, (2007), 75 (2): 433-458.
- Alevy, Jon, Michael Haigh y John A. List. “Cascadas de información: evidencia de un experimento de campo con profesionales del mercado financiero”, Journal of Finance, (2007), 62 (1): 151-180.
- List, John A. “Sobre la interpretación de dar en los juegos de dictador”, Journal of Political Economy, (2007), 115 (3): 482-494.
- List, John A. y Daniel Sturm. “How Elections Matter: Theory and Evidence from Environmental Policy”, Quarterly Journal of Economics, (2006), noviembre 121 (4): 1249–1281.
- Gneezy, Uri y John A. List. “Poner en práctica la economía del comportamiento: prueba del intercambio de regalos en los mercados laborales mediante experimentos de campo”, Econometrica, (2006), septiembre, 74 (5): 1365–1384.
- List, John A., “El conductista se encuentra con el mercado: medición de las preferencias sociales y los efectos de la reputación en las transacciones reales”, Journal of Political Economy, (2006), 114 (1): 1-37.
- Landry, Craig, Andreas Lange, John A. List, Michael K. Price y Nicholas Rupp. "Hacia una comprensión de la economía de la caridad: evidencia de un experimento de campo", Quarterly Journal of Economics, (2006), 121 (2): 747-782.
- Haigh, Michael y List, John A. “¿Los traders profesionales muestran aversión a las pérdidas miopes? Un análisis experimental ”, Journal of Finance, (2005), 60 (1): 523-534.
- List, John A. y Michael Haigh. “Una prueba simple de la teoría de la utilidad esperada utilizando comerciantes profesionales”, Actas de la Academia Nacional de Ciencias (2005), 102 (3): 945-948.
- List, John A. "Prueba de la teoría competitiva neoclásica en mercados descentralizados multilaterales", Journal of Political Economy (2004), 112 (5): 1131-1156.
- List, John A. Robert Berrens, Alok Bohara y Joe Kerkvliet. "Examinar el papel del aislamiento social en las preferencias declaradas", American Economic Review (2004), 94 (3): 741-752.
- Harrison, Glenn y John A. List. "Experimentos de campo", Journal of Economic Literature (2004), XLII (diciembre): 1013–1059.
- List, John A. "Teoría neoclásica versus teoría prospectiva: evidencia del mercado", Econometrica (2004), 72 (2): 615-625.
- List, John A. "La naturaleza y el alcance de la discriminación en el mercado: evidencia del campo", Quarterly Journal of Economics (2004), 119 (1): 49-89.
- List, John A. “¿La experiencia del mercado elimina las anomalías del mercado?” Quarterly Journal of Economics (2003), 118 (1), 41-71.
- Pacala, Steven, Erwin Bulte, John A. List y Simon Levin, "Falsa alarma sobre falsas alarmas ambientales", Science (2003), 301 (5637), 1187-1189.
- List, John A. "Reversiones de preferencias de un tipo diferente: cuanto más es menos", American Economic Review (2002), 92 (5): 1636-1643.
- List, John A. y Lucking-Reiley, David. "Los efectos del dinero inicial y los reembolsos en las donaciones caritativas: evidencia experimental de una campaña de capital universitario", Journal of Political Economy (2002), 110 (1): 215-233
- List, John A. "Prueba de la teoría neoclásica del mercado competitivo en el campo", Actas de la Academia Nacional de Ciencias (2002), 99 (24): 15827-15830.
- List, John A. “¿Las advertencias explícitas eliminan el sesgo hipotético en los procedimientos de obtención? Evidence from Field Auctions for Sportscards ”, American Economic Review (2001), 91 (5): 1498–1507.
- List, John A. y Lucking-Reiley, David. “Reducción de la demanda en una subasta de unidades múltiples: evidencia de un experimento de campo de tarjetas deportivas”, American Economic Review (2000), septiembre, 90 (4): 961-972.
- Enumere a John A. y Jason F. Shogren, "Calibración de la diferencia entre valoraciones reales e hipotéticas en un experimento de campo". Revista de comportamiento y organización económicos, (1998), 37 (2): 193-205.